# Théâtre de la Renaissance
El théâtre de la Renaissance es un teatro parisino situado en el bulevar Saint-Martin e inaugurado el 8 de marzo de 1873. Desde el 14 de junio de 1994 está clasificado como monumento histórico de Francia.

## Historia

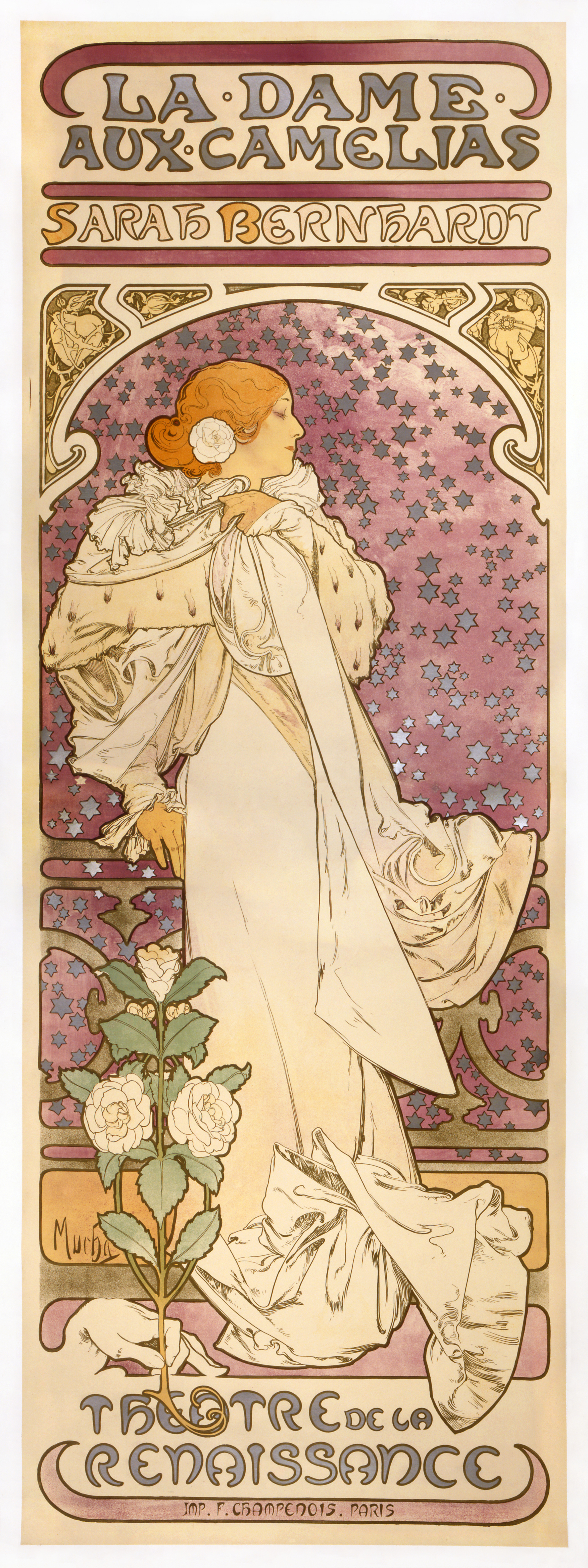
Cartel de La dama de las camelias con Sarah Bernhardt, en 1896

Surgió como una compañía de teatro en 1838 a iniciativa de Victor Hugo y Alexandre Dumas, fundada por Anténor Joly, a fin de tener una compañía dedicada a representar sus obras dramáticas románticas. Se instalaron en la Salle Ventadour, donde inauguraron la programación el 8 de noviembre de 1838 con Ruy Blas y Frédérick Lemaître en el papel principal; a continuación, en abril de 1839, estrenaron L'Alchimiste y Paul Jones de Dumas. También se representaron óperas, como Lucia di Lammermoor de Gaetano Donizetti, pero a raíz de problemas derivados por la competencia con otras compañías teatrales parisinas, la empresa se vio obligada a cerrar el 16 de mayo de 1841 y se disolvió.
En 1872, bajo supervisión del arquitecto Charles de Lalande, se edificó un nuevo teatro a la italiana en los terrenos del antiguo restaurante Deffieux incendiado durante los sucesos de la Comuna de París. Fue inaugurado el 8 de marzo de 1873, bajo la dirección de Hippolyte Hostein, con La Femme de feu de Adolphe Belot. Bajo su dirección se representaron varias obras como Thérèse Raquin de Émile Zola, Pomme d'Api de Ludovic Halévy y William Busnach, La Jolie Parfumeuse de Hector Crémieux y Ernest Blum, estas dos últimas con música de Jacques Offenbach, o las óperas Giroflé-Girofla y La Petite Mariée de Albert Vanloo y Eugène Leterrier. En 1875 Victor Koning sucedió a Hostein y, bajo su dirección, hasta el 1882, se representaron La Marjolaine de Albert Vanloo y Eugène Leterrier, Le Petit Duc de Henri Meilhac y Ludovic Halévy o Belle Lurette, entre otras. De 1882 a 1892 tuvo diferentes directores hasta que, en 1983, se hizo cargo de su dirección la actriz Sarah Bernhardt hasta el año 1899. Bajo su dirección se representaron Gismonda de Victorien Sardou e Izeyl de Eugène Morand y Armand Sylvestre en 1894, La Princesse lointaine de Edmond Rostand en 1895, Les Amants de Maurice Donnay o La Ville morte de Gabriele D'Annunzio en 1898, entre otras. En 1896 ella misma dirigió e interpretó Lorenzaccio de Alfred de Musset y un año más tarde, La Samaritaine de Edmond Rostand. La relevaron los hermanos Millaud el mismo año, Firmin Gémier en 1901 y Lucien Guitry en octubre de 1902. El actor Albert Tarride lo dirigió en 1909, Cora Laparcerie en 1913, Marcel Paston de 1928 a 1933 y Pierre Stuart-Layner hasta finales de los años 1930.
En 1942 el teatro se encontraba en situación crítica y amenaza de derribo. Fue adquirido por Henri Varna, propietario de otros teatros parisinos; en octubre de 1956, bajo dirección de la actriz Véra Korene se instauró el estilo del Segundo Imperio francés y se estrenaron varias obras como Los secuestrados de Altona de Jean-Paul Sartre o ¿Quién teme a Virginia Woolf? de Edward Albee. En 1978, Francis Lopez sucede a Korene y, de 1981 a 1988, lo dirige Michele Lavalard. Es reemplazado por Niels Arestrup y, tras sucesivas direcciones, finalmente en 2010, es uno de entre los cincuenta teatros privados de París, reunidos bajo la Association pour le soutien du théâtre privé (ASTP) y el Syndicat national des directeurs et tourneurs du théâtre privé (SNDTP), que deciden unirse bajo una marca común, Théâtres parisiens associés.

## Arquitectura

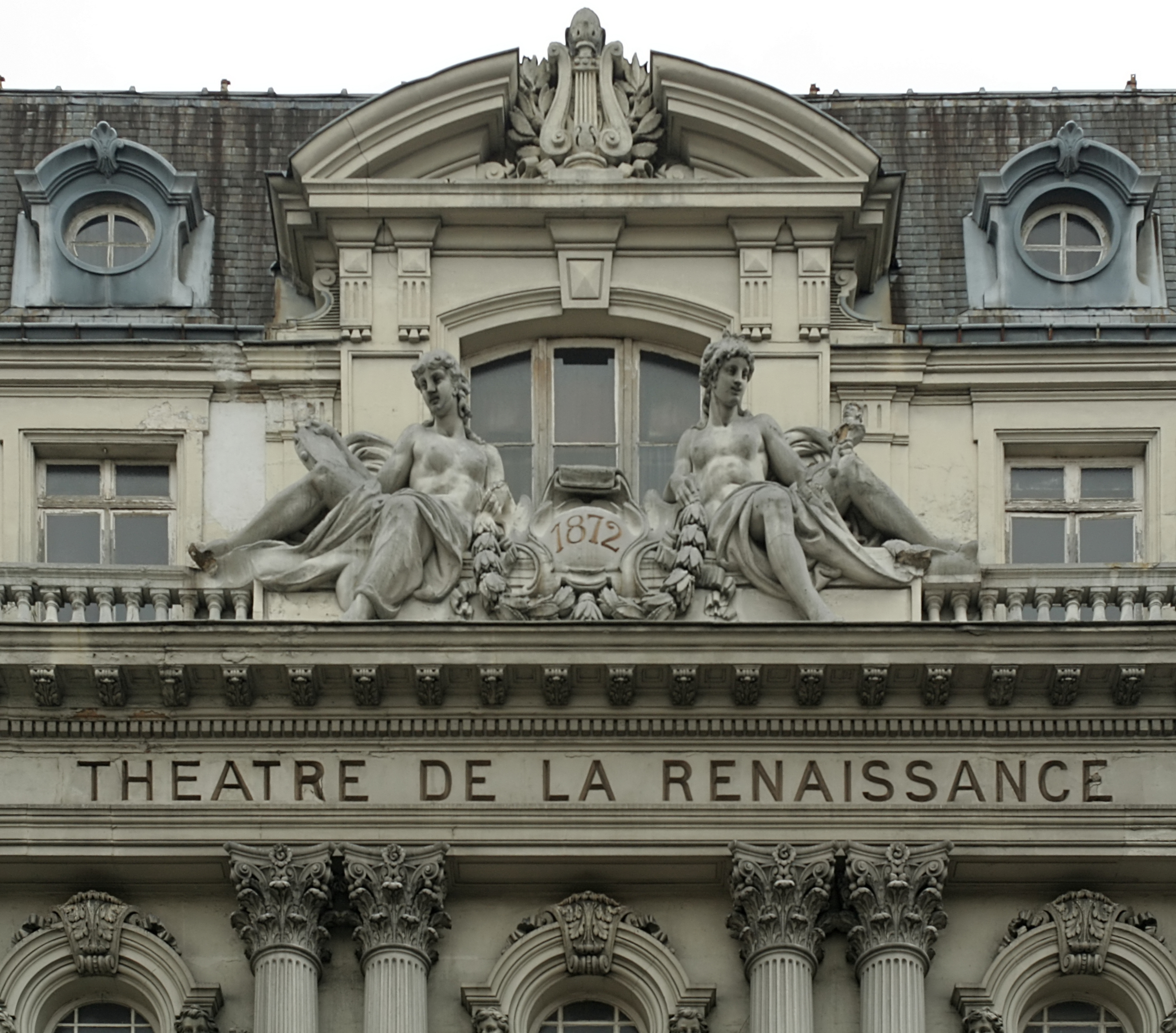
Detalle de la cornisa y el tercer nivel de la fachada

La fachada, de piedra tallada, se divide en tres plantas. En el nivel inferior, a pie de calle, se encuentran tres arcos coronados por mascarones enmarcados por cuatro pilares cada uno con una pareja de cariátides esculpidas por Albert-Ernest Carrier-Belleuse que sostienen el balcón del primer piso o «nivel noble». Este presenta un pórtico corintio con columnas emparejadas entre las que se encuentran tres grandes ventanales con ojos de buey en su parte superior. En la cornisa se lee la inscripción «Théâtre de la Renaissance». El último nivel está rodeado por una balaustrada, donde se encuentran dos estatuas entre las que hay un medallón donde se lee la fecha de 1872. Tiene tres ventanales; el del centro es más ancho y alto y tiene en lo alto un frontón en forma de arco. Por encima de este piso, se encuentra el tejado, inclinado, cubierto por pizarra y en el que se abren dos lucarnas.
En el interior, un vestíbulo circular conduce a la sala principal, de unos 14 metros de ancho y de largo e iluminada por una gran lámpara de araña de bronce con doce brazos, donde tras la platea se encuentran tres niveles de palcos y el gallinero, todos decorados con estatuas de cariátides y niños con liras de yeso. En el centro del techo se alza una cúpula decorada con diferentes dibujos alegóricos sobre la comedia, la música, la tragedia y la danza.